# Spectacular! (banda sonora)
Spectacular!: Music from the Nickelodeon Original Movie es el banda sonora de la película para televisión del mismo nombre. El álbum fue lanzado el 3 de febrero de 2009 por Nickelodeon Records. La banda sonora fue lanzada en el Reino Unido el 19 de octubre por Sony Music.

## Antecedentes
El álbum contiene canciones de la película, como "Don't Tell Me", interpretada por el protagonista de la película, Nolan Gerard Funk. Otras canciones, como "Something to Believe In" y "Everything Can Change", son cantadas por todo el reparto. "Don't Tell Me" y "Everything Can Change" se lanzaron como sencillos promocionales el 11 de noviembre de 2008, y tuvieron vídeos musicales. La canción "Eye of the Tiger" también se utilizó como tema principal para la película de 2010 Cats & Dogs: The Revenge of Kitty Galore.

## Rendimiento comercial
El álbum alcanzó el número 44 en la lista Billboard 200, y ha vendido más de 52,000 copias hasta la fecha (marzo de 2009). La canción "Break My Heart" alcanzó el número 95 en la lista Billboard Hot 100. En iTunes, la banda sonora alcanzó el primer puesto de las más vendidas, aunque solo durante un breve periodo de tiempo. La mayor parte de la banda sonora fue escrita por Matthew Gerrard y Robbie Nevil.

## Lista de canciones
| N.º   | Título                    | Interprete                       | Duración |  |
| 1.    | «Don't Tell Me»           | Nolan Gerard Funk                | 3:19     |  |
| 2.    | «Break My Heart»          | Nolan Gerard Funk                | 3:10     |  |
| 3.    | «Dance with Me»           | Tammin Sursok                    | 3:14     |  |
| 4.    | «Lonely Love Song»        | Victoria Justice, Simon Curtis   | 3:09     |  |
| 5.    | «Your Own Way»            | Nolan Gerard Funk                | 3:21     |  |
| 6.    | «For the First Time»      | Tammin Sursok, Nolan Gerard Funk | 3:39     |  |
| 7.    | «Just Freak»              | Tammin Sursok                    | 3:07     |  |
| 8.    | «On the Wings of a Dream» | Victoria Justice, Simon Curtis   | 3:23     |  |
| 9.    | «Something to Believe In» | Tammin Sursok, Nolan Gerard Funk | 4:35     |  |
| 10.   | «Everything Can Change»   | Tammin Sursok, Nolan Gerard Funk | 2:58     |  |
| 11.   | «Eye of the Tiger»        | Tammin Sursok                    | 3:32     |  |
| 12.   | «Things We Do for Love»   | Victoria Justice, Simon Curtis   | 2:59     |  |
| 40:26 |                           |                                  |          |  |

## Charts

### Semanales
| Chart (2009)                             | Peak position |
| ---------------------------------------- | ------------- |
| Estados Unidos (Billboard 200)           | 44            |
| Estados Unidos US Kid Albums (Billboard) | 2             |
| Estados Unidos (Soundtrack Albums)       | 5             |

### Listas de Fin de Año
| Chart (2009)                             | Position |
| ---------------------------------------- | -------- |
| Estados Unidos US Kid Albums (Billboard) | 23       |